# Ectasia aortica
Per ectasia aortica  in campo medico, si intende una dilatazione della radice aortica. Può essere causata da dissecazione aortica, rigurgito cardiaco, aneurisma. Spesso è associata con la sindrome di Marfan.

## Fattori di rischio
Sono elementi di rischio ipertensione arteriosa e un'età avanzata.

## Esami
Gli esami diagnostici sono la radiografia del torace e l'ecocardiografia.